# De vegetatie van Nederland
De vegetatie van Nederland, vaak afgekort als VvN, is een handboek op het gebied van de in Nederland voorkomende plantengemeenschappen. De vegetatieklassen en associaties worden op de volgende punten beschreven; naam van het syntaxon, diagnostische taxa, ecologie en standplaats, daarnaast wordt ingegaan op de vegetatiestructuur, de successie, de verspreiding en het beheer.
Per vegetatieklasse wordt een synoptische tabel gepresenteerd. Iedere klasse wordt geïntroduceerd met een korte karakteristiek. Tevens worden de romp- en derivaatgemeenschappen beschreven. Zowel op het niveau van klasse als associatie worden de diagnostische soorten weergegeven. Eerst worden de kentaxa genoemd, vervolgens de differentiërende taxa, en indien nodig de constante taxa.

## Achtergrond
Het vijfdelige werk is bedoeld als vervanging voor het in 1969 verschenen handboek Plantengemeenschappen in Nederland van Victor Westhoff en Hanneke den Held. De groeiende bezorgdheid over de achteruitgang in kwaliteit van de natuur vormde de aanleiding voor het schrijven ervan. Basis voor het overzicht van de vegetatie zijn ruim 140.000 vegetatieopnamen in Nederland van de periode 1930–1996.

## Delen
De delen zijn verschenen in de periode 1995–1998. Deel 1 gaat in op de grondslagen, methoden en toepassingen van de vegetatiekunde; in deel 2 zijn de plantengemeenschappen van open water, bronnen, moerassen, hoogvenen en natte heiden behandeld, in deel 3 komen de graslanden, zomen en droge heiden aan de orde, in deel 4 wordt de plantengroei van pioniermilieus en ruderale standplaatsen behandeld, en deel 5 omvat de bossen en struwelen.

## Auteurs
Het werk is geschreven door Joop Schaminée, Anton Stortelder en Eddy Weeda, medeauteurs waren Victor Westhoff, Jan Barkman, Henk Doing, Rense Haveman en Eddy van der Maarel.